# Coolidge (Arizona)
Pour les articles homonymes, voir Coolidge.
La ville de Coolidge est située dans le comté de Pinal, dans l’État de l’Arizona, aux États-Unis. Sa population s’élevait à 11 825 habitants lors du recensement de 2010.
Coolidge abrite le Casa Grande Ruins National Monument.

## Histoire
Coolidge a été fondée en 1925 et incorporée en tant que city en 1945. Elle a été nommée d’après Calvin Coolidge, le 30e président des États-Unis.

## Démographie
| 1960  | 1970  | 1980  | 1990  | 2000  | 2010   |
| ----- | ----- | ----- | ----- | ----- | ------ |
| 4 990 | 5 314 | 6 851 | 6 934 | 7 786 | 11 825 |

## Source
- (en) Cet article est partiellement ou en totalité issu de l’article de Wikipédia en anglais intitulé « Coolidge, Arizona » (voir la liste des auteurs).

1. ↑  « Statistiques des États-Unis (Arizona) - Profils des comtés de 2010 » (consulté en novembre 2020)